# Десять казней египетских
«Де́сять ка́зней еги́петских» — описанные в Пятикнижии бедствия, постигшие египтян за отказ египетского фараона освободить порабощённых сынов Израилевых. Привели к Исходу евреев из Древнего Египта.
Согласно книге Исход, Моисей именем Бога требует от фараона отпустить его народ, обещая, что в противном случае Бог накажет Египет. Фараон не послушался, и на Египет были обрушены 10 бедствий, причём каждый раз после нового отказа фараона отпустить евреев следовало очередное бедствие:
1. Наказание кровью.
2. Нашествие жаб.
3. Нашествие насекомых (мошки, пухоеды, вши, клопы).
4. Наказание пёсьими мухами.
5. Мор скота.
6. Язвы и нарывы.
7. Гром, молнии и огненный град.
8. Нашествие саранчи.
9. Необычная темнота (тьма египетская).
10. Смерть первенцев.

## Описание

### Наказание кровью
И поднял Аарон жезл и ударил по воде речной пред глазами фараона и пред глазами рабов его, и вся вода в реке превратилась в кровь, и рыба в реке вымерла, и река воссмердела, и Египтяне не могли пить воды из реки; и была кровь по всей земле Египетской.
— Исх. 7:20,21
Вся вода в Ниле, других водоёмах и ёмкостях превратилась в кровь, но оставалась прозрачной для иудеев (и даже та, которая была у иудеев, превращалась в кровь, если египтяне пытались её отобрать).

### Казнь жабами
И сказал Господь Моисею: скажи Аарону: простри руку твою с жезлом твоим на реки, на потоки и на озера и выведи жаб на землю Египетскую. Аарон простёр руку свою на воды Египетские; и вышли жабы и покрыли землю Египетскую.
— Исх. 8:5,6
Древнееврейское «צפרדע», как и старославянское «жаба», в действительности означают лягушку.
Как было обещано фараону: «они выйдут и войдут в дом твой, и в спальню твою, и на постель твою, и в домы рабов твоих и народа твоего, и в печи твои, и в квашни твои» (Исх. 8:3). Жабы наполнили всю землю египетскую.
Египетские колдуны снова принялись колдовать, чтобы избавить Египет от нашествия жаб, но жаб стало ещё больше. В результате, фараон был вынужден обратиться к Моисею за помощью.

… То же сделали и волхвы [Египетские] чарами своими и вывели жаб на землю Египетскую. И призвал фараон Моисея и Аарона и сказал: помолитесь [обо мне] Господу, чтоб Он удалил жаб от меня и от народа моего, и я отпущу народ Израильский принести жертву Господу. Моисей сказал фараону: назначь мне сам, когда помолиться за тебя, за рабов твоих и за народ твой, чтобы жабы исчезли у тебя, [у народа твоего,] в домах твоих, и остались только в реке.
— Исх. 8:7-9
Впоследствии фараон проявил коварство и не сдержал данное Моисею обещание, что послужило отправной точкой следующего наказания.

### Нашествие мошек
В качестве третьего наказания на Египет обрушилось полчище мошек, которые нападали на египтян, облепляли их, лезли в глаза, нос, уши.

…Аарон простёр руку свою с жезлом своим и ударил в персть земную, и явились мошки на людях и на скоте. Вся персть земная сделалась мошками по всей земле Египетской. Старались также и волхвы чарами своими произвести мошек, но не могли. И были мошки на людях и на скоте. И сказали волхвы фараону: это перст Божий. Но сердце фараоново ожесточилось, и он не послушал их, как и говорил Господь.
— Исх. 8:17-19
На этот раз колдуны не смогли помочь фараону и сказали, что не знают такого колдовства, и что, должно быть, это всё и впрямь наказание Господне, и следует отпустить евреев. Однако фараон и на этот раз оказался непреклонен.
И тогда Бог обрушил на Египет четвёртую казнь:

### Наказание пёсьими мухами
И сказал Господь Моисею: завтра встань рано и явись пред лице фараона. Вот, он пойдёт к воде, и ты скажи ему: так говорит Господь: отпусти народ Мой, чтобы он совершил Мне служение, а если не отпустишь народа Моего, то вот, Я пошлю на тебя и на рабов твоих, и на народ твой, и в домы твои пёсьих мух, и наполнятся домы Египтян пёсьими мухами и самая земля, на которой они живут; и отделю в тот день землю Гесем, на которой пребывает народ Мой, и там не будет пёсьих мух, дабы ты знал, что Я Господь среди земли; Я сделаю разделение между народом Моим и между народом твоим. Завтра будет сие знамение. Так и сделал Господь: налетело множество пёсьих мух в дом фараонов, и в домы рабов его, и на всю землю Египетскую: погибала земля от пёсьих мух.
— Исх. 8:20-25
Тучи этих мух покрыли людей и наполнили дома египтян. «По словам Филона, насекомое, послужившее орудием четвёртой казни, совмещало свойства мух и собак, отличалось лютостью и неотвязчивостью. Издали, как стрела, неслось оно на человека или животное и, стремительно нападая, впивалось жалом в тело и как бы прилипало к нему» (Толковая Библия Лопухина). Скорее всего, под пёсьими мухами подразумеваются оводы или слепни, не дававшие покоя египтянам и стадам их животных.
Главный урок этой казни заключался в том, что Бог открыто явил фараону и всем египтянам различие между ними и иудеями. Пёсьи мухи были везде, кроме области Гесем, в которой жили евреи; они были во всех домах, кроме домов израильтян: стихи 22-23 «…отделю в тот день землю Гесем, на которой пребывает народ Мой, и там не будет пёсьих мух, дабы ты знал, что Я Господь среди земли; Я сделаю разделение между народом Моим и между народом твоим».
Такое разделение между двумя народами и областями их проживания в Египте показало фараону, что Бог Израиля является Господом, наславшим египетские казни, и что именно Он есть Бог над Египтом, превосходя по силе и могуществу всех египетских божеств и идолов.
Позвал тогда фараон к себе Моисея и вновь пообещал отпустить иудеев, а после исчезновения пёсьих мух вновь нарушил своё обещание.
И постигла Египет пятая казнь:

### Мор скота
У всех египтян вымер скот, находившийся в поле, напасть не коснулась лишь евреев. И понял тогда фараон, что Бог заботится о евреях, но заупрямился и евреев всё же не отпустил (Исх. 9:3-7).

### Язвы и нарывы
После этого Господь повелел Моисею и Аарону взять по пригоршне печной сажи и подбросить её высоко вверх перед фараоном. Так они и сделали, и покрылись тела египтян и животных их страшными язвами и нарывами.
И испугался фараон, что всю оставшуюся жизнь будет мучиться и чесаться из-за язв и нарывов, и решил отпустить-таки евреев. Но Бог ожесточил сердце его и дал ему смелость поступать согласно своим убеждениям, ибо хотел, чтобы отпустил фараон евреев не из страха, но из осознания того, что ни один земной царь не может спорить с Богом. И вновь не отпустил иудеев фараон (Исх. 9:8-11).
Тогда Бог поразил Египет в седьмой раз:

### Гром, молнии и огненный град
Началась буря, загремел гром, засверкали молнии и на Египет обрушился огненный град.

И Господь произвёл гром и град, и огонь разливался по земле; и послал Господь град на землю Египетскую; и был град и огонь между градом, град весьма сильный, какого не было во всей земле Египетской со времени населения её. И побил град по всей земле Египетской всё, что было в поле, от человека до скота, и всю траву полевую побил град, и все деревья в поле поломал.
— Исх. 9:23-25
Увидели египтяне, что в каждой градине горит пламя, и ужаснулись, так как поняли, что это гнев Того, Кто может менять природу вещей. Повинился тогда фараон перед Моисеем и Аароном, попросил их помолиться Богу, чтобы град прекратился, обещав, что отпустит евреев. Помолился Моисей Богу, и град прекратился. Но вновь не сдержал своего обещания фараон.
И постигла Египет казнь восьмая:

### Нашествие саранчи
Подул сильный ветер, а за ветром налетели на Египет полчища саранчи, сожрав всю зелень вплоть до последней травинки на земле египетской.
И вновь просил фараон Моисея вымолить пощаду у Бога, и вновь обещал отпустить евреев. Воззвал Моисей к Богу, и подул ветер в другую сторону, и унёс он всю саранчу. Но вновь укрепил Бог сердце фараона, и снова тот не отпустил сынов Израилевых.
И началась девятая казнь:

### Тьма египетская
Моисей простёр руку свою к небу, и была густая тьма по всей земле Египетской три дня; не видели друг друга, и никто не вставал с места своего три дня; у всех же сынов Израилевых был свет в жилищах их.
— Исх. 10:22-23
Темнота, павшая на Египет, была необычной, она была густая и плотная, так что её можно было даже потрогать; а свечи и факелы не могли рассеять темноту. Лишь у евреев было светло, а египтяне же вынуждены были передвигаться на ощупь. Однако вскоре темнота стала сгущаться, сковывая движения египтян, и вот уже те не могли даже пошевелиться.
И позвал фараон Моисея, и сказал ему, что отпускает евреев, только скот свой те должны оставить. Однако Моисей сказал фараону, что не оставят евреи свой скот. Тогда фараон велел Моисею уйти и не приходить больше, пообещав, что если тот придёт, то будет казнён. И сказал тогда Моисей, что не придёт он больше, но что постигнет Египет казнь, страшнее всех предыдущих, вместе взятых, ибо погибнут в Египте все сыновья-первенцы.

### Смерть первенцев
И не миновала Египет обещанная Моисеем кара, и последовала в полночь повсеместная смерть первенцев. 

В полночь Господь поразил всех первенцев в земле Египетской, от первенца фараона, сидевшего на престоле своём, до первенца узника, находившегося в темнице, и всё первородное из скота.
— Исх. 12:29
После того, как в Египте за одну ночь умерли все первенцы (за исключением еврейских, так как они по предупреждению покрыли кровью ягнят дверные проёмы, чтобы их миновала участь египтян), фараон сдался и разрешил евреям покинуть Египет, так начался Исход.

## Историчность сюжета
Неизвестно, при каком фараоне и даже в эпоху какой династии произошёл исход евреев из Египта. Если казни египетские имели место, то по всей вероятности это событие было локальным.
Следует учесть и то, что Египет постоянно балансировал на грани гражданской войны с гиксосами. Как описано в Библии, после смерти фараона новый фараон заставил евреев строить новую столицу Пер-Рамсес в паре километров от столицы Аварис, издревле управляемой гиксосами. Убивший надсмотрщика Моисей, видимо, работал на этой стройке (ибо, вернувшись, он начал Исход евреев именно из Пер-Рамсеса). Учитывая, что евреев-мужчин ушло 600 тысяч — втрое больше населения Авариса того времени — можно предполагать, что это и были «азиаты», за которыми погнал войско фараон и которые описаны в папирусе Ипувера (упоминающем также «покрасневшее море», «отравленную воду» и «мор»).
Часть исследователей ссылается на папирус Ипувера, находя в нём множество совпадений с описанными в Библии событиями. На этом основании делается вывод, что «казни египетские» происходили, возможно, во время правления фараона Рамсеса II и его сына Мернептаха.

### Научные исследования
Ведутся попытки научно обосновать 10 казней египетских. Группа европейских учёных с директором Департамента здравоохранения Нью-Йорка эпидемиологом Джоном Марром научно обосновали и связали в логичную последовательность «10 казней египетских», в частности:
- Покраснение воды — это известное явление «красные приливы» — цветение водорослей динофлагеллят, испускающих токсины и поглощающих кислород, что вызывает смерть рыбы и массовое бегство жаб. (Согласно версии амфибиолога доктора Ричарда Васасюка, использованное в Библии слово может означать любой вид бесхвостых земноводных; по его версии, это были жабы рода Bufo; каждая жаба мечет миллион икринок, которые перестала пожирать умершая рыба, что вызвало взрыв популяции).
- Умирающие жабы и гниющая рыба вызывает прилёт мух — переносчиков инфекции, мушка была точно опознана по признакам как culicoides (разновидность мокрецов). (В древности не было классификации мух, поэтому учёные привлекли к исследованию директора Музея энтомологии Миссисипи Ричарда Брауна, Эндрю Шпильмана, и директора отдела по исследованию болезней животных Министерства сельского хозяйства США Роджера Бриза.)
- Инфекционная мошка вызывает последующие казни — падёж скота и язвы, опознанные как признаки инфекции сап, передающейся мухами на расстояние 1,5 км.
- Гром, молнии и огненный град — намекает на вулканическую теорию. Библия прямо описывает столб дыма и огня вдалеке, до которого Моисей вёл евреев 11 дней, падающие с неба обломки, трясущаяся под ногами гора. (Исх. 9:23-25, Исх. 13:21-22, Исх. 19:18, Исх. 24:15-16, Втор. 1:33)
- 3 дня без солнца — это песчаная буря, продолжавшаяся не обычные 1-2 дня, а 3 дня. Причиной затяжной бури могло быть уничтожение саранчой посевов и флоры (ветры не сдерживались листвой) или возможное извержение вулкана, вызвавшего климатические аномалии и вулканическую зиму.
- Гибель первенцев объясняется токсинами грибка[6] Stachybotrys atra[англ.], расплодившегося в верхнем слое зерновых запасов, попавшего туда из воды или экскрементов саранчи. Заражение могло быть в результате соединения ряда культурных факторов. По египетской традиции, первыми в семье питались старшие сыновья, получая двойную порцию; так же питается и скот — к кормушке первым пробивается самое сильное старшее животное. Первенцы и отравились первыми, получив двойную порцию из верхних, заражённых запасов зерна. Евреи не пострадали от этой казни, ибо селились вдали от крупных египетских городов и имели независимые пищевые запасы. К тому же они были пастухами, а не земледельцами, и значительную долю их рациона составляло не зерно, как у египтян, а мясо и молоко.

Обосновывается вулканическая теория исхода, что казни — это явления, сопутствующие взрыву вулканов (в частности, покраснение воды) и лимнологической катастрофе.

### Сюжетные параллели с древнеегипетской литературой
Такие египтологи как П. Монте и И. С. Кацнельсон отмечали сюжетные сходства ряда «казней» с похожими мотивами из сказки о Сатни-Хемуасе.

Окрашивание вод Нила в красный цвет (Исх. 7:20) напоминает схожий мотив в вышеупомянутом сказании, в которой чародей Гор предрекает матери о том, что если его победят, то вода, которую она пьёт, станет красной:
На это ответил ей Гор, сын негритянки: Если меня победят, вода, которую ты станешь пить, сделается красной, как кровь, и пища, которую ты станешь есть, сделается красной, как кровь, и небо над твоей головой станет красным, как кровь.
Мотив «Тьмы египетской» (Исх. 10:21, 10:22) аналогичен сюжету той же сказки, в которой один из чародеев эфиопов хвалится о том, что мог  бы своими чарами оставить Египет без света:
— Если бы дозволил Амон и если бы владыка Египта не мог меня покарать, я бы тогда напустил свои чары на Египет и оставил народ Египта на три дня и три ночи без света.
П. Монте пришёл к выводу: «…хронист лишь приписал Моисею фокусы, аналогичные тем, что были обычны для чародеев Египта».

## Казни в культуре и искусстве

### Музыка
- История исхода легла в основу первой части оратории Георга Генделя «Израиль в Египте» (англ. Israel in Egypt‎; 1739).
- Текст песни «Creeping Death» (1984) группы Metallica написан от имени ангела смерти, описывающего 10 казней египетских.
- Второй альбом Exodus российской группы Shokran полностью посвящён 10 казням, все 10 треков альбома названы согласно наименованиям казней, а лирика описывает событие каждой казни[источник не указан 3208 дней][12]
- Одна из казней — смерть первенца — упоминается в песне американского джазмена Луи Армстронга «Go Down Moses».

### Кинематограф
- 1923 — немой фильм Сесиля Де Милля «Десять заповедей». В роли Моисея — Теодор Робертс.
- 1956 — ремейк Сесилем Де Миллем своего немого фильма. В роли Моисея — Чарлтон Хестон.
- 1971 — фильм ужасов «Ужасный доктор Файбс» с участием актёра Винсента Прайса. Изобретательный Антон Фабс мстит за гибель жены, придумывая искусные убийства, основанные на ветхозаветных десяти казнях египетских.
- 1995 — одна из серий мультсериала «Ох уж эти детки!» рассказывает историю Моисея (Томми Пиклз играет в эту роль), где он является важным лицом в Египте. Историю этого сюжета рассказывают дедушка и бабушка Томми, Анжелики (она играет роль фараона) и Дила.
- 1998 — мультфильм «Принц Египта».
- 1999 — в одной из серий 10 сезона «Симпсонов» вторая история рассказывает и казни египетские, и историю Исхода, но лишь альтернативную.
- 1999 — «Мумия» (США). Потревоженная мумия приносит с собой 10 казней египетских.
- 2000 — «Сотворение мира» — экранизация Ветхого Завета.
- 2000 — в мультсериале «Гриффины» в одной из серий были показаны казни египетские. В отличие от остальных, эти казни были особыми, так как страдала лишь одна семья, а не целый город.
- 2006 — Джеймс Кэмерон: По следам Моисея[англ.] / The Exodus Decoded.
- 2007 — «Жатва». Сюжет фильма построен на локальном проявлении 10 казней египетских в маленьком американском городке, всё население которого представляет собой сатанистскую секту.
- 2009 — сериал «Обмани меня» (2 сезон 19 серия): маньяк по телефону даёт героям загадки о 10 египетских казнях.
- 2010 — эпизод «Третий человек» телесериала «Сверхъестественное» (6 сезон 3 серия): казни египетские насылались при помощи посоха Моисея.
- 2010 — сериал «Хэйвен» (2 сезон 1 серия): на городок обрушиваются казни египетские.
- 2012 — сериал «Южный парк», эпизод «Жидокабра». Картман видит кары небесные, Кайл объясняет ему причину казней египетских.
- 2014 — «Исход: Цари и боги» режиссёра Ридли Скотта. Библейского пророка Моисея играет Кристиан Бейл.
- 2015/16 — бразильская библейская теленовелла «Десять заповедей» (порт. Os Dez Mandamentos).
- 2018 — полнометражный анимационный фильм «Седер-мазохизм» Нины Пэйли.
- 2020 — телесериал «Шерлок в России». 7-я и 8-я серии посвящены расследованию ряда убийств, основанных на ветхозаветных десяти казнях египетских.

### Видеоигры
- Игра «Rusty Lake Paradise» основана на сюжете о десяти египетских казнях.
- В игре «South Park: The Stick of Truth» присутствует боевой класс «еврей» со способностью «Проклятие египетское», с помощью которого на врага насылаются все десять казней египетских.